# Юншэн
Юншэ́н (кит. упр. 永胜, пиньинь Yǒngshèng) — уезд городского округа Лицзян провинции Юньнань (КНР).

## История
После завоевания Дали монголами и вхождения этих мест в состав империи Юань в 1280 году здесь была создана Бэйшэнская область (北胜州). Во времена империи Мин она была с 1441 года подчинена напрямую властям провинции, став Бэйшэнской непосредственно управляемой областью (北胜为直隶州). Во времена империи Цин она была в 1692 году поднята в статусе ещё выше и стала Юнбэйской управой (永北府). С 1767 года место размещения властей управы стало Юнбэйским непосредственно управляемым комиссариатом (永北直隶厅). После Синьхайской революции в Китае была проведена реформа структуры административного деления, в результате которой управы и комиссариаты были упразднены; на месте бывшего Юнбэйского непосредственно управляемого комиссариата были образованы уезды Юнбэй (永北县) и Хуапин.
В 1932 году из состава уезда была выделена Нинланская временная управа (宁蒗设治局), перешедшая в прямое подчинение властям провинции.
В 1934 году уезд Юнбэй был переименован в Юншэн.
После вхождения провинции Юньнань в состав КНР в 1950 году был образован Специальный район Лицзян (丽江专区), и уезд вошёл в его состав.
В 1958 году уезды Юншэн и Хуапин были объединены в уезд Юнхуа (永华县), но уже в 1959 году были разделены вновь.
В 1970 году Специальный район Лицзян был переименован в Округ Лицзян (丽江地区).
Постановлением Госсовета КНР от 26 декабря 2002 года округ Лицзян был преобразован в городской округ.

## Административное деление
Уезд делится на 9 посёлков и 6 национальных волостей.